# Aranska dolina
Aranska dolina (oksitanski:  Val d'Aran; katalonski: Vall d'Aran; španjolski: Valle de Arán) je dolina (620,47 km²) u pirinejskom gorju i ''comarca'' (općina) u sjeverozapadnom dijelu provincije  Lleida, u Kataloniji, na sjeveru Španjolske. Ova dolina sačinjava jedini dio Katalonije, kao i cijele Španjolske koji se nalazi na sjevernom obronku Pirineja i jedini je dio Katalonije čije se vode ulijevaju u Atlantski ocean. Tako da regiju čini specifičnom i atlantska klima za razliku od ostatka Katalonije. 2001. je zabilježeno da većina stanovništva regije govori španjolskim jezikom (38,78 %) kao materinjim, zatim aranskim (34,19 %), i katalonskim (19,45 %) sa 7,56 % ostalih. Dio stanovništva koji ne govori aranski su obično doseljenici ili njihova djeca. 

## Zemljopis
Aranska dolina graniči s Francuskom na sjeveru, sa španjolskom autonomnom pokrajinom Aragon na zapadu i s katalonskim općinama Alta Ribagorça južno i Pallars Sobirà istočno. Vielha e Mijaran je središte općine, s 5.474 stanovnika 2014. Cijela populacija doline iznosi 9.993 (2014). Rijeka Garona prolazi kroz dolinu Aran koja je među najvišima u Pirinejima, 30 % teritorija doline se nalazi iznad 2000 metara nadmorske visine. Noguera Pallaresa, koja se približava Garoni na samo 100 metara, protječe u drugom smjeru, prema Sredozemnom moru. Preko zime je Aranska dolina u prošlosti obično bivala odsječena od juga, sve do konstrukcije Vielha tunela, otvorenog 1948. godine.

## Etnografija
Aranci su postojali kao zasebna etnička grupa još od prije Rimljana, tako da spadaju u predromanske narode Iberskog poluotoka. No zahvaljujući izoliranom zemljopisnom položaju nisu izgubili svoj identitet i potpuno se utopili u tzv. lonac za taljenje (melting pot) iz kojega je nastala španjolska nacija, no zato su prihvatili romanski jezik. Mogu se napraviti brojne poveznice između Aranske doline i nezavisne Andore, udaljene nekih četrdesetak kilometara zračne linije. Andorci su također predromanski narod (tada kao Andosini), nastanjen u dolini okruženoj Pirinejima. Također Andorci na svom teritoriju pored imigranata čine tek jednu trećinu stanovništva, ali kojega pak ima deset puta više nego u Aranu (oko 70.000 naprema 7000) iako je Aranska dolina čak i veća za 152 km². Aranski je dijalekt okcitanskog podrijetla, i aranska zastava se razlikuje od okcitanske samo po aranskom grbu u središtu okcitanskog križa. Iako je Aranska dolina sastavni dio Katalonije, nasuprot zahtjeva Katalonaca za otcjepljenjem od španjolske matice, u Aranaca prevladava lojalnost Madridu i odbijanje ideje da budu dio neke neovisne Katalonije i smatraju da je njihov položaj u odnosu na Kataloniju istovijetan onome Katalonije u odnosu na Španjolsku.

## Povijest
Prvi znaci života u Aranskoj dolini datiraju iz brončanog doba i uglavnom se radi o ostacima pogrebnih spomenika. Predromanski ljudi Pirinejskog poluotoka, koji su naseljavali sjever Katalonije bili su pod iberskim utjecajem, pa tako i Arenosi. Ostali ostaci koji su pronađeni na nekoliko lokacija u dolini datiraju iz rimskog doba, iz IV. i V. stoljeća prije Krista.
Arenose prvi spominje Polibius opisujući prolazak Hanibala kroz Pirineje i spominje drevni urođenički grad 'Arenosi'.
Adolf Schulten ih smješta u Aransku dolinu, kao i Bosch Gimpera.
Bosch je podržavao teoriju da ime područja potječe od keltskog sufiksa – are, što znači ekstrem, iako su drugi autori navodili da se radi o baskijskoj riječi aran što znači dolina.
Rijetko su spominjani od klasičnih autora zbog njihove zemljopisne izolacije. Bili su srodni susjednim Ceretanima, koji su zauzimali istočne Pirineje, iako su oni bili pomalo asimilirani u ibersku kulturu.
Razne studije o toponimima u regiji pokazale su da je baskijski jezik počeo nestajati od petog stoljeća. Područje Arenosa pretrpjelo je romanizaciju vrlo kasno, i nisu nikad sociološki niti politički bili asimilirani u Rimsko Carstvo.
Pokrštenje Arenosa nije se dogodilo sve do nastanka Vizigotskog kraljevstva (5. – 8. stoljeća). Romaničke crkve, mnoge od njih s dodacima iz razdoblja gotike, renesanse i/ili baroka, svjedočanstvo su pokrštavanja.

### Veze s Okcitanijom
Povijest Aranske doline je usko povezana s okcitanskom kulturom s juga Francuske. Njezine poveznice s Francuskom već su u prošlosti bile jače od onih s Iberijskim poluotokom zbog kompleksnog položaja u planinama koje su djelovale kao prirodna granica tijekom stoljećâ prema ostatku poluotoka, dok je rijeka Garona i njen kanjon uvijek držala otvorena vrata prema sjevernim susjedima.

### Nepostojanje feudalizma ni autonomije
Od XI. stoljeća pa nadalje bilo je mnogo pokušaja invazije od strane stranih gradova, a i bitke i razmirice između Španjolaca i Franaka su bile učestale. Usprkos tomu Aranci su uspjeli očuvati svoj sustav samovladavine s teritorijalnim divizijama te njihovim odgovarajućim predstavnicima i savjetnicima i sindikatima u sustavu komunalnih zemljišta gdje je kuća i obitelj bila baza društvene i ekonomske organizacije.
U Aranskoj dolini ljudi su dobrovoljno odlučili ostati pod katalonsko-aragonskom krunom unatoč brojnim kulturnim vezama s Francuskom jer su njihovi kraljevi poštovali njihovu administrativnu organizaciju pomoću različitih ugovora i dokumenata. Tako da feudalizam nikada nije uspostavljen u Aranskoj dolini niti je bilo koji drugi jezik osim gaskonjske grane oksitanskog ušao u uporabu. Ovaj jezik se govori i danas i evolvirao je izravno iz latinskog paralelno s francuskim.

### Ulazak u moderno doba
Tijekom stoljeća, upravna organizacija je uvijek bila u rukama aranskih ljudi, čak i za vrijeme apsolutizma u razdoblju Filipa V. španjolskog kralja od 1700. do 1746. No ponekad su zato morali plaćati visoke poreze kako bi zadržali svoju autonomiju.
1810. Napoleon zauzima dolinu, no francuski kralj Luis XVIII. ju vraća Španjolcima i postaje dio nove provincije Lleide.
Naredne godine su također bile nemirne, s dvije republike  i dvije diktature (a zadnja je ona Francova), tijekom kojih su Aranci izgubili sve svoje privilegije koje su uspjeli očuvati kroz stoljeća, ali ih ipak nisu zaboravili. 3. Listopada 1949. gerilci Španjolske komunističke partije su pokušali izforsirati pad španjolske vlade prodorom u dolinu i kontrolirajući neka sela sve do 27. istog mjeseca.
S povratkom demokracije 1979. Aranci su tražili i dobili svoje privilegije nazad. Aranski administrativni sistem 1990. je ponovno uveden.
17. Lipnja 2009. predstavljen je 'Novi aranski zakon' koji ulazi dublje u trenutačne ovlasti aranske autonomne vlade.

## Ime i lokalni jezik
Aranski jezik je standardizirana verzija gaskonjskog - varijante okcitanskog jezika.
Naziv Val d'Aran je aranski, i može se smatrati pleonazmom, budući uzmemo li u obzir izvorno značenje obiju riječi, prijevod bi glasio Dolina (od) doline, val (gaskonjski) i aran baskijski, oboje imaju značenje dolina. Aranski se uči redovito u školama od 1984. Kao i neki drugi manjinski jezici u Europi, čija je uporaba bila u opadanju, aranski je doživio renesansu.
Karte i prometni znakovi u Španjolskoj koriste izraz "era Val d'Aran" kada referiraju na Aransku dolinu, gdje je era aranski gramatički član (jedan od njih) koji se pridodaje imenu.
Toponimi na baskijskom pokazuju da je se baskijski u daljoj prošlosti govorio dalje na istok kroz Pirineje nego danas. Međutim rastući utjecaj latinskog uzrokovao je povlačenje baskijskog, koji je se ipak održao sve do kraja prvog milenija.

## Uprava i gospodarstvo
Područje je podijeljeno na šest administrativnih cjelina, zvanih terçons (trećine, jer ih je u prošlosti bilo tri). Trenutačno uređenje - šest cjelina, datira čak iz 15. stoljeća.
Glavne političke stranke su Aranska unija, Socijalistička partija Katalonije - lokalni ogranak i Aranska demokratka konvergencija. Oksitanska republikanska ljevica je osnovana 2008.
Glavni prihodi su od skijališta zimi i od turizma ljeti. Ostale važnije djelatnosti su šumarstvo, pčelarstvo, stočarstvo, koje su izgubile na važnosti nakon otvaranja skijališta.

### Općine
Ovo brojčano stanje stanoništva datira iz siječnja 2006.
- Arres st. - 61
- Bausen st. - 52
- Bossòst st. - 1,043
- Es Bòrdes st. - 247
- Canejan st. - 104
- Les st. - 903
- Naut Aran st. - 1732
- Vielha e Mijaran st. - 5239
- Vilamòs st. - 173

## Fauna
Mnoge životinjske vrste iz Aranske doline su ugrožene. Postoje programi za zaštitu i repopulaciju sljedećih vrsta:
- Mrki medvjed (Ursus arctos)
- Alpska kokoška (Lagopus mutus)
- Aranski gušter (Lacerta aranica)
- Kostoberina (Gypaetus barbatus)

## Vanjske poveznice
- Page of the Conselh Generau d'Aran
- Information from the Generalitat de Catalunya
- Dig@ran European Festival on digital arts (Vielha, Catalonia)
- Wiki of the Company of Skiers and Climbers of Viella Veterans Association

Ostali projekti
|  | Zajednički poslužitelj ima još gradiva o temi Aranska dolina |